# La señorita Robles y sus hijos
La señorita Robles y sus hijos é uma telenovela mexicana, produzida pela Televisa e exibida em 1979 pelo El Canal de las Estrellas.

## Elenco
- Mauricio Herrera
- Claudio Monden
- Jorge Ortiz de Pinedo
- Begoña Palacios